# Културни центар Топола
| Културни центар Топола |                                                                       |
|                        |                                                                       |
| Оснивач:               | Општина Топола                                                        |
| Основан:               | 2009.                                                                 |
| Седиште:               | Булевар Вожда Карађорђа бб, · Топола Србија                           |
| Веб презентација       | https://www.kctopola.org.rs/ Архивирано на веб-сајту (4. јануар 2019) |
| Контакт:               | 034/6811-618                                                          |

Културни центар Топола је установа у култури, основана од стране општине Топола, која је, током година, изградила препознатљив профил рада и постала центар културних и друштвених догађања у граду.
Програмска оријентација Културног центра усмерена је ка афирмацији уметничких и културних вредности нашег народа, кроз сарадњу са локалним и националним уметничким организацијама и групама, продукцији сопствених програма и организацији едукативних активности у области културе. Сталан задатак ове установе је подстицање стваралаштва и пружање просторних, техничких и стручних услова удружењима, организацијама и појединцима који се баве културом и образовањем.
Културни центар годинама уназад посвећује велику пажњу књижевном, ликовном, музичком, филмском и драмском програму, намењеном како млађој публици, тако и одраслима, а фестивали и манифестације које организујемо су бројне и међу њима истичемо: Сабор изворног народног стваралаштва у Тополи, Опленачка берба, Сликарска колонија у Липовцу, Фестивал дуодраме, Тополско лето, Фестивал хорова и хорске музике, Петровдански дани, Ђурђевдански дани, итд.
Значајно је поменути да се наша организација бави и различитим видовима едукативних програма и креативних радионица: драмским и ликовним, етномузиколошким и етнокореолошким, а све са циљем неговања аматерског стваралаштва и стварања потпоре за едуковање младих.
Рад установе одвија се кроз више програмских целина:
- филмски програм,
- ликовни програм,
- музички програм,
- драмски програм за децу и одрасле,
- књижевни програм.

## Фестивали и манифестације
- Сабор изворног народног стваралаштва у Тополи,
- Опленачка берба,
- Сликарска колонија у Липовцу,
- Рок концерт,
- Фестивал хорова и хорске музике,
- Петровдански концерт,
- Етно базар,
- Фестивал дуодраме,
- Фестивал „Велика школска позорница”,
- „Ускршње јутро”,
- Прослава Бадње вечери,
- Јасенички жубор,
- Тополско лето 2019.

## Едукативни програм
- Етномузиколошка и етнокореолошка радионица,
- Глумачка радионица,
- Ликовна радионица за децу,
- Аматеризам и аматерско стваралаштво,
- Радионица фотографије.

## Издавачка делатност
- Зборник радова Тополски записи VIII
- „Саборник”, гласило Сабора изворног народног стваралаштва Топола